# أخفنير
أخفنير هي جماعة قروية في إقليم طرفاية بجهة العيون الساقية الحمراء، وهي تضم 2280 نسمة، حسب الإحصاء العام للسكان والسكنى الذي أنجزته المندوبية السامية للتخطيط في سنة 2014.
يقع مركز جماعة أخفنير على الطريق الوطنية رقم 1، بين طانطان وطرفاية، ويُعتبر كمحطة وقوف واستراحة لغالبية السائقين، نظراً لتوفر هذا المركز على مطاعم كثيرة، خصوصاً مطاعم السمك، بالإضافة إلى تواجد فنادق، ومحطات للوقود.

## السياحة
- مغارة عجب الله: هي مغارة تتواجد في المدخل الشمالي لأخفنير.
- المنتزه الوطني أخنيفنيس: هذا المنتزه الذي أحدث سنة 2006 على ساحل المحيط الأطلسي، يضم منطقة بحرية على مساحة 21 ألف هكتار، وبحيرة تبلغ مساحتها 20 ألف هكتار في منطقة ذات أهمية دولية على لائحة اتفاقية (رامسار) للمناطق الرطبة، وبراري فسيحة تمتد على مساحة 144 ألف هكتار، تتميز بسبخات رطبة، وهضابا عالية مع غطاء نباتي مميز للمنطقة الصحراوية. وبخصوص البحيرة الصحراوية بالمنتزه، فهي الوحيدة من نوعها في شمال أفريقيا، وتضم 30 نوعا من الطحالب وثروة كبيرة من اللافقاريات البحرية. وتشكل البحيرة، فضاء مهما لتغذية الأسماك وتفريخها وحضانتها، كما تستقبل أنواعا من الطيور المهاجرة في مسار هجرتها السنوية بين شمال أوروبا وجنوب أفريقيا. وبالإضافة إلى البحيرة يتميز المنتزه بغنى طبيعي، خصوصا منطقة النعيلة الرطبة التي تشكل موئلا لعشرات آلاف الطيور المائية في فترة الشتاء، إضافة إلى ثدييات مثل غزال الجبل. كما يتميز المنتزه بتنوع المناظر الطبيعية الرائعة، من الساحل والبحيرة والسبخات إلى الكثبان الرملية والمرتفعات والسهوب والوديان.

## الرياضة
تتميز أخفنير لرياضة كرة القدم بحيث أنها تملك فريقا خاص بها، ويسمى جمعية أخفينر للتضامن والتآزر.